# Guru (Ursinho Pooh)
Guru (Roo, no original em inglês), é um personagem da turma do Ursinho Puff.
Ele é um canguru filhote que usa uma camiseta azul e se mudou para o Bosque dos 100 Acres recentemente. Ele mora com sua mãe, Can, e seu melhor amigo é o Tigrão, com quem ele gosta muito de pular pelo Bosque.
Guru tem a personalidade de uma criança pequena, assim como Tigrão ele tem muita energia e adora brincar. É também o melhor amigo do Bolota. Seus outros amigos incluem Ursinho Puff, Abel, Leitão, Bisonho, Corujão e Roque-Roque.
No início, Guru aparecia muito pouco na série The New Adventures of Winnie the Pooh e nos filmes antigos, porém recentemente ele começou a estar mais presente nas aventuras do Puff, chegando até a ganhar seu próprio filme: Springtime with Roo.

## Aparições
- Winnie-the-Pooh (livro)
- The House at Pooh Corner (livro)
- The Many Adventures of Winnie the Pooh (filme)
- The New Adventures of Winnie the Pooh (série animada)
- Winnie the Pooh: Seasons of Giving (filme)
- The Tigger Movie (filme)
- The Book of Pooh (série animada)
- Winnie the Pooh: A Very Merry Pooh Year (filme)
- Piglet's Big Movie (filme)
- Winnie the Pooh: Springtime with Roo (filme)
- Pooh's Heffalump Movie (filme)
- Pooh's Heffalump Halloween Movie (filme)
- My Friends Tigger & Pooh (série animada)
- Pooh's Super Sleuth Christmas Movie (filme)